# 徳島県獣医師会
公益社団法人徳島県獣医師会（こうえきしゃだんほうじんとくしまけんじゅういしかい 英称 Tokushima Veterinary Medical Association）は、徳島県知事所管の徳島県の獣医師を会員とする公益法人。

## 本部所在地
- 〒770-8007 徳島県徳島市新浜本町二丁目3番6号 食鳥検査センターを併設している。

## 支部会・事務所
- 徳島支部会
- 北部支部会
- 中部支部会
- 南部支部会
- 西部支部会
- 動物愛護推進事務所 〒771-3201 名西郡神山町阿野字長谷333 徳島県動物愛護管理センター内

## 業務内容
- 家畜衛生・畜水産業新興事業
- 公衆衛生・社会福祉増進事業
- 食鳥検査に関する事業
- 動物愛護普及啓発事業
- 狂犬病予防注射事業
- 学校飼育動物支援事業
- 犬及び猫の避妊・去勢手術事業
- 学術普及向上事業
- 会員の互助・福利厚生・表彰・慶弔等事業
- その他目的を達成するために必要な事業